# Сонино (городской округ Навашинский)
Сонино — село в составе городского округа Навашинский Нижегородской области России.

## География
Село расположено близ берега реки Тёша в 19 км на северо-восток от города Навашино.

## История
Первое упоминание о деревне Сонино значится в окладных книгах 1676 года в составе Горицкого прихода, в ней имелось 14 дворов крестьянских и 4 бобыльских.
В конце XIX — начале XX века село являлось крупным населённым пунктом в составе Поздняковской волости Муромского уезда Владимирской губернии. В 1859 году в селе числилось 53 двора, в 1905 году — 116 дворов.
С 1929 года село являлось центром Сонинского сельсовета, сначала Кулебакского района Горьковского края (с 5 декабря 1936 года — Горьковской области), затем, с 1944 года, Мордовщиковского района (с 1960 года — Навашинский район, с 16 мая 1992 года — Нижегородской области). В 2004 году Сонинский сельсовет наделён статусом — сельское поселение. В 2009 году сельское поселение Сонинский сельсовет было упразднено, а все его населённые пункты вошли в состав сельского поселения Большеокуловский сельсовет. В мае 2015 года сельское поселение «Большеокуловский сельсовет» было упразднено, а Сонино вошло в состав городского округа Навашинский.

## Население
| 1859 | 1897 | 1905 | 1926  | 2002 | 2010 |
| ---- | ---- | ---- | ----- | ---- | ---- |
| 416  | ↗524 | ↗665 | ↗1123 | ↘316 | ↘245 |